# Han Haoxiang
Han Haoxiang (* 19. Mai 1990) ist ein chinesischer Poolbillardspieler.

## Karriere
2008 nahm Han Haoxiang an allen Turnieren der Guinness 9-Ball Tour teil, kam dabei jedoch nie über den neunten Platz hinaus. Bei den ersten beiden Austragungen der 10-Ball-Weltmeisterschaft 2008 und 2009 schied er sieglos in der Vorrunde aus. Im November 2010 erzielte mit dem Erreichen des Sechzehntelfinales der All Japan Championship sein bis dahin bestes Ergebnis bei einem Weltranglistenturnier. Im Mai 2011 zog zum ersten Mal bei einer Weltmeisterschaft in die Finalrunde ein: Er erreichte bei der 10-Ball-WM die Runde der letzten 32, in der er sich dem Philippiner Lee Van Corteza mit 4:9 geschlagen geben musste. Wenig später schied er bei der 9-Ball-WM hingegen in der Vorrunde aus. Bei der All Japan Championship 2011 erreichte er das Achtelfinale.
2012 erreichte Han bei der 9-Ball-WM erstmals die Finalrunde und unterlag in der Runde der letzten 32 dem Niederländer Nick van den Berg mit 9:11. Bei den China Open 2012 erreichte er das Viertelfinale, in dem er gegen den späteren Turniersieger Dennis Orcollo ausschied. Nach den US Open 2012, bei denen er den 33. Platz belegte, erreichte Han in der Weltrangliste mit dem 18. Platz seine bis dahin beste Platzierung. Nachdem er bei den China Open 2013 bereits in der Vorrunde ausgeschieden war, verlor er beim 9-Ball-Wettbewerb der Asian Indoor & Martial Arts Games im Achtelfinale gegen Irsal Nasution und schied auch bei der 9-Ball-WM 2013 in der Vorrunde aus. Ende des Jahres kam er bei den US Open erneut auf den 33. Platz und bei der All Japan Championship ins Achtelfinale, in dem er gegen den späteren Turniersieger Ko Pin-yi verlor. 2014 nahm er lediglich an einem Weltranglistenturnier teil, den CBSA International Open, und schied dort frühzeitig aus. 2015 zog Han bei der All Japan Championship ins Halbfinale ein, in dem er dem Philippiner Ronato Alcano mit 4:11 unterlag.
Anfang 2016 schied Han bei der Chinese 8-Ball World Championship in der Vorrunde aus. Im Juli nahm er zum ersten Mal seit 2013 wieder an der 9-Ball-Weltmeisterschaft teil und erreichte dort das Sechzehntelfinale, das er gegen Dang Jinhu verlor. Wenige Wochen später erreichte er das Achtelfinale der Kuwait Open und musste sich dort erneut Dang geschlagen geben. Durch den Achtelfinaleinzug gelangte er in der Weltrangliste erstmals unter die Top 16. Bei der All Japan Championship 2016 schied er in der Runde der letzten 64 mit 10:11 gegen Warren Kiamco aus. Im Juni 2017 erreichte er bei den China Open das Achtelfinale und verbesserte sich damit auf den 15. Weltranglistenplatz.

### Mannschaftskarriere
2012 war Han bei der Mannschaftsweltmeisterschaft Teil des Teams China 2, das das Halbfinale erreichte.